# Grand Prix moto d'Ulster 1951
Le Grand Prix moto d'Ulster 1951 est la septième manche du Championnat du monde de vitesse moto 1951. La compétition s'est déroulée le 16 au 18 août 1951 sur le Circuit de Clady dans le Comté d'Antrim (Irlande). C'est la 23e édition du Grand Prix moto d'Ulster et la 3e édition comptant pour le championnat du monde.

## Résultats des 500 cm³
| Pos  | Pilote            | Moto      | Temps/Écart       | Points |
| ---- | ----------------- | --------- | ----------------- | ------ |
| 1    | Geoff Duke        | Norton    | 2 h 36 min 06 s 2 | 8      |
| 2    | Ken Kavanagh      | Norton    | +2 min 49 s 8     | 6      |
| 3    | Umberto Masetti   | Gilera    | +3 min 25 s 0     | 4      |
| 4    | Alfredo Milani    | Gilera    | +6 min 38 s 8     | 3      |
| 5    | Johnny Lockett    | Norton    | +10 min 23 s 8    | 2      |
| 6    | Bill Doran        | AJS       | +1 tour           | 1      |
| 7    | Louis Carter      | Norton    | +1 tour           |        |
| 8    | Nello Pagani      | Gilera    | +1 tour           |        |
| 9    | Albert Moule      | Norton    | +1 tour           |        |
| 10   | Phil Carter       | Norton    | +2 tours          |        |
| 11   | Arthur Wheeler    | Norton    | +2 tours          |        |
| 12   | Jack Bailey       | Norton    | +2 tours          |        |
| 13   | Harold Grindley   | Norton    | +2 tours          |        |
| 14   | M. Acheson        | AJS       | +2 tours          |        |
| 15   | William Hall      | Velocette | +2 tours          |        |
| 16   | Robert Ferguson   | AJS       | +2 tours          |        |
| 17   | Jack Harding      | AJS       | +3 tours          |        |
| 18   | George Brockerton | Bitza     | +4 tours          |        |
| 19   | Leo Starr         | AJS       | +5 tours          |        |
| Abd. | Albert Moule      | Norton    | Abandon           |        |

## Résultats des 350 cm³
| Pos | Pilote         | Moto   | Temps             | Points |
| --- | -------------- | ------ | ----------------- | ------ |
| 1   | Geoff Duke     | Norton | 2 h 12 min 58 s 0 | 8      |
| 2   | Ken Kavanagh   | Norton |                   | 6      |
| 3   | Johnny Lockett | Norton |                   | 4      |
| 4   | Reg Armstrong  | AJS    |                   | 3      |
| 5   | Bill Doran     | AJS    |                   | 2      |
| 6   | Jack Brett     | Norton |                   | 1      |
| 7   | ...            | ...    |                   |        |

## Résultats des 250 cm³
| Pos | Pilote          | Moto       | Temps             | Points |
| --- | --------------- | ---------- | ----------------- | ------ |
| 1   | Bruno Ruffo     | Moto Guzzi | 2 h 16 min 44 s 6 | 8      |
| 2   | Maurice Cann    | Moto Guzzi |                   | 6      |
| 3   | Arthur Wheeler  | Velocette  |                   | 4      |
| 4   | Tommy Wood      | Moto Guzzi |                   | 3      |
| 5   | Douglas Beasley | Velocette  |                   | 2      |
| 6   | Norman Blemings | Excelsior  |                   | 1      |
| 7   | ...             | ...        |                   |        |

## Résultats des 125 cm³
Faute de concourrents (ils sont 4 au départ), l'épreuve ne compte pas pour le championnat du monde
| Pos | Pilote            | Moto       | Temps | Points |
| --- | ----------------- | ---------- | ----- | ------ |
| 1   | Cromie McCandless | FB Mondial |       |        |
| 2   | Gianfranco Zanzi  | FB Mondial |       |        |
| 3   | Clifford Clegg    | Excelsior  |       |        |
| 4   | Carlo Ubbiali     | ...        |       |        |